# Assyrisches Reich

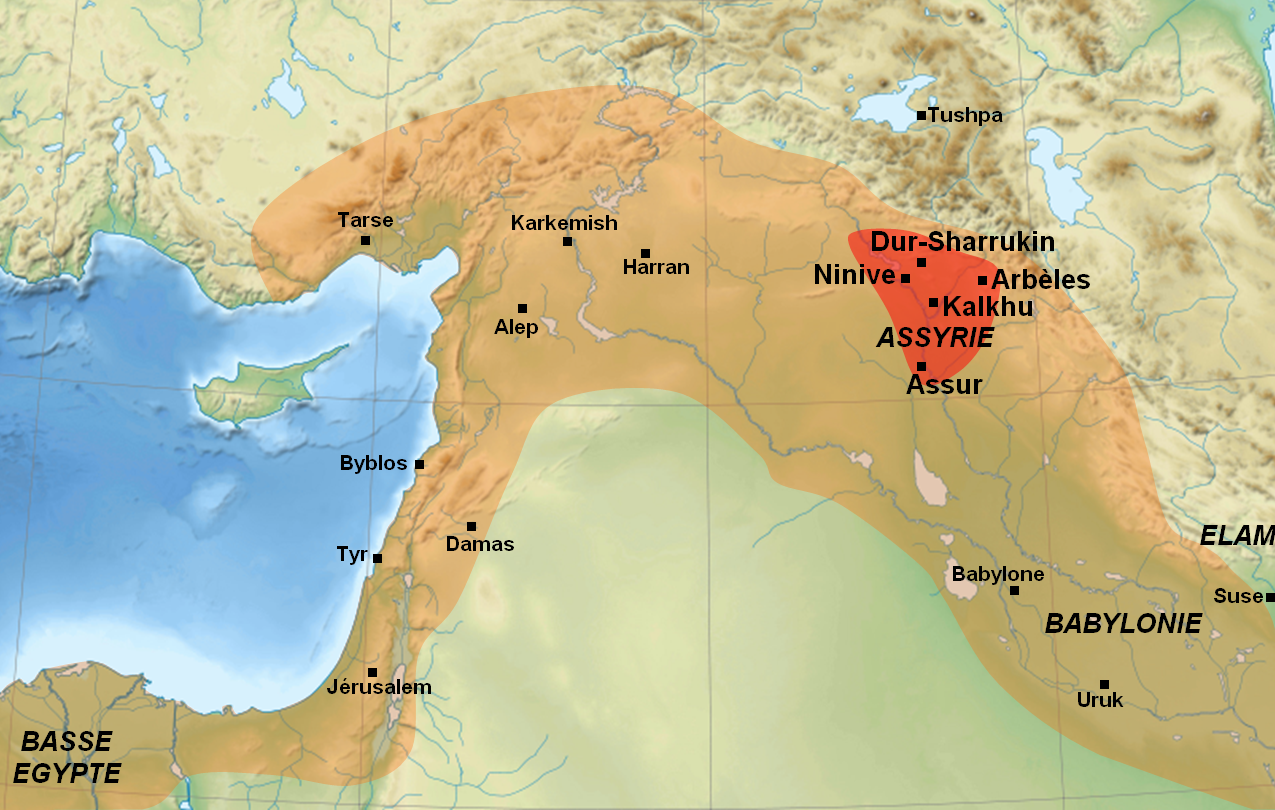
Das Kerngebiet der Assyrer (rot). (Orange: ungefähre Ausdehnung unter Assurbanipal)

Das Assyrische Reich war ein Staat des sogenannten Alten Orients mit Ursprung im nördlichen, auch als Zweistromland bezeichneten Mesopotamien. Es existierte über einen Zeitraum von etwa 1200 Jahren, vom Beginn des 18. Jahrhunderts v. Chr. bis zu seiner Vernichtung um 609 v. Chr. Seine Geschichte wird in drei Perioden eingeteilt: das Alt-, Mittel- und Neuassyrische Reich. Namensgeber sowohl für das Reich als auch für seine erste Hauptstadt war Assur, der höchste Gott im Glauben der Assyrer.
Das Neuassyrische Reich (ab dem 9. Jahrhundert v. Chr.) gilt als das erste Großreich der Weltgeschichte. Sein Mittelpunkt lag am Tigris. Das Machtzentrum hatte sich von der Stadt Aššur (heute: Kalat Scherkât) mit der Zeit nur geringfügig nach Norden in die Städte Kalchu (Nimrud) und zuletzt Ninive verschoben. In seiner größten Ausdehnung unter Assurbanipal erstreckte sich das Reich im Osten über Babylon bis hinein in den heutigen Iran, im Westen bis ans Mittelmeer und über das Alte Ägypten bis nach Nubien (assyrisch: Meluḫḫa).
Die Assyrer sind seit dem 2. Jahrtausend v. Chr. am mittleren Tigris nachgewiesen. Erste Ansiedlungen am Großen Zab und am oberen Tigris werden bereits um 2500 v. Chr. vermutet. Die Assyrer entstanden aus einer Vermischung von nicht-sumerischen Bewohnern aus der noch älteren Halaf- und Samarra-Kultur mit semitischen Einwanderern.
Die Stadt Assur lag an einem Tigrisübergang, an den Handelswegen zwischen Babylonien und Anatolien, Elam, dem Zagros und Dschesireh mit Nordmesopotamien. Älteste Spuren einer Ansiedlung reichen bis in die altsumerische Zeit zurück und unter Oberherrschaft der Könige des akkadischen Reichs war hier der Sitz eines seiner Statthalter. Ohne die Wehrhaftigkeit seiner Bevölkerung wäre Aššur gegen Ende der Ur-III-Zeit und beim Zusammenbruch des Reichs der 3. Dynastie von Ur zur leichten Beute westsemitischer Invasoren geworden. Die lokalen Fürsten sicherten nicht nur die Stadt gegen Eindringlinge, sondern übernahmen die zuvor durch den König von Ur wahrgenommene Rolle als Beschützer ihrer Kaufleute und ihrer bis weit hinauf nach Kleinasien vorgeschobenen Handelskolonien (zum Beispiel Kaniš).

## Altassyrischer Staat (bis 1380 v. Chr.)

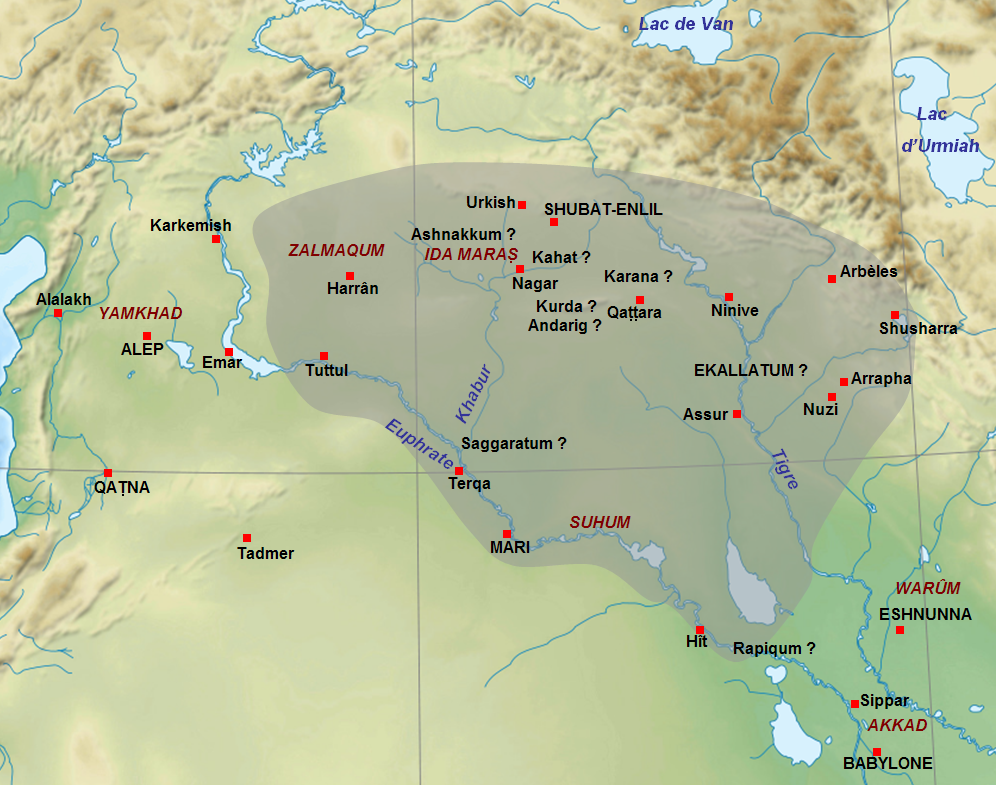
Ungefähre Ausdehnung des Altassyrischen Reichs unter Šamši-Adad I.

Die reichste Quelle zum altassyrischen Reich sind die Keilschrifturkunden aus der Handelsniederlassung (karum) Kültepe in der Türkei.

### Geschichte
Die assyrische Königsliste, unter Šamši-Adad I. zusammengestellt, um dessen Thronbesteigung zu legitimieren, und von späteren Herrschern weitergeführt, versucht die Abfolge der assyrischen Könige bis zur Entstehung des Königtums zurückzuverfolgen. Den Anfang machen „Könige, die in Zelten wohnten“ (Könige 1–17), also Nomaden, von denen weiter nichts berichtet wird. Der Name des ersten Königs taucht auf einer Tafel von Ebla auf, die von einem Vertrag zwischen den Königen von Ebla und Assur berichtet. Insgesamt wurden vermutlich mehrere Genealogien aneinandergehängt. Der erste Herrscher, der durch eigene Inschriften belegt ist, ist Ilu-šūma, der 32. König der assyrischen Königsliste. Eine neuassyrische Chronik berichtet über eine Schlacht zwischen Ilu-šūma, König von Assyrien, und Su-abu (Sumu-abum), was einen ersten Synchronismus mit Sumer liefert. Ilu-šūma selbst bezeichnet sich lediglich als Statthalter des Aššur. Die vorhergehenden Herrscher sind als weitgehend mythisch zu betrachten.
In der Nachfolge der sumerischen Reiche gewann Aššur an Bedeutung, als es die nördlichen Gebiete Babyloniens eroberte. Es wurde zunächst von Šamši-Adad I. (König der Gesamtheit, 1744 bis 1712 v. Chr.) erobert, der dann ein obermesopotamisches Reich mit Residenz in Šubat-Enlil als Regionalmacht im nördlichen Mesopotamien errichtete; seine Söhne konnten jedoch das Reich nach seinem Tod nicht fortführen.
In Nordmesopotamien folgte ein Zeitalter (~1700–1500 v. Chr.), aus dem nur wenige Inschriften bekannt sind. Die Levante war zwischen Hethitern, Mittani und Ägyptern umkämpft. In der Endphase der altassyrischen Zeit wurde Assur von Mittani erobert, das Stadttor von Assur wurde um 1450 von Sauštatar nach Hanilgabat verschleppt (Šuppililiuma-Šattiwaza-Vertrag). Assyrien wurde von 1450 bis 1380 v. Chr. ein Vasallenstaat Mittanis. In dieser Zeit war Assyrien wieder auf die Stadt Aššur und ihre unmittelbare Umgebung beschränkt.

### Aufbau
Nach dem König und seiner Verwaltung war das bīt ālim/bīt līmin die höchste Behörde der Stadt Aššur. Es entsprach einem Stadtrat, war aber auch für den Handel zuständig. Vorsitz führte der jeweilige Eponym (limmu). Das bīt ālim erließ Gesetze und Vorschriften über den Handel und die Beziehungen zu den karū, scheint aber auch in der Beziehung zu anderen Staaten zumindest ein Mitspracherecht gehabt zu haben. Das bīt ālim zog auch den Zoll auf aus Assur ausgeführte Güter ein, diese mussten das „Siegel der Stadt“ tragen.
Der Eponym nahm auch eine wichtige Stellung in der Rechtsprechung ein. Er war auch mit der Einziehung von Steuern betraut.
Die „Abgesandten der Stadt“ kontrollierten den Handel in den karū.
In der Forschung wird beim altassyrischen Staat meist von einem Stadtstaat mit Zentrum in Aššur ausgegangen. Veenhof nimmt an, dass Aššur in altassyrischer Zeit ca. 10.000 Einwohner hatte. Großfamilien (mit dem bīt abīni als Zentrum) bildeten die Grundlage der wirtschaftlichen Struktur. Mitglieder der großen Kaufmannsfamilien konnten das wichtige Amt des Eponyms (limmu) einnehmen.

### Wirtschaft
Assyrische Händler legten in Anatolien ein Netz von Handelskolonien an, um Zinn und Gewänder gegen Kupfer, Silber und Gold einzuhandeln. Spätestens unter Ērišum I. wurde das karum von Kaneš angelegt, das ca. 150 Jahre später in Flammen aufging. Welche Auswirkungen dies auf den assyrischen Handel hatte, ist mangels entsprechender Urkunden unbekannt.
Als Zahlungsmittel diente vor allem Silber, in Anatolien auch Zinn. Die Ausfuhr von Gold aus Aššur war strikt untersagt. Kupfer, Silber und Gold wurden aus Anatolien importiert, wo ein weitgespanntes System von Handelskolonien (karū) bestand, deren bekannteste Kültepe darstellt. Das Zinn, das in Assur gehandelt wurde, stammte aus dem Osten, wahrscheinlich aus Usbekistan. Es wurde nach Anatolien weitertransportiert.
Die assyrische Textilwirtschaft war bedeutend, es wurden aber auch Textilien, vor allem solche feinerer Qualität, aus Babylonien importiert. Während es in Ur, Larsa und Mari zentralisierte Webstuben gab, in denen Textilien unter der Aufsicht eines Tempels oder der königlichen Verwaltung hergestellt wurden, stand die Textilproduktion in Assur anscheinend nicht unter zentraler Kontrolle. Teilweise verarbeiteten die Kaufmannsfrauen und ihre Sklavinnen die zum Export bestimmte Wolle. Teilweise wurde Wolle auch aus Anatolien importiert, wenn sich in Assur nicht genug davon fand oder sie zu teuer war.

## Mittelassyrisches Reich (1380 v. Chr. bis 912 v. Chr.)
Die Quellen zur mittelassyrischen Zeit sind vergleichsweise spärlich. Hauptquellen zur Geschichte sind die assyrische Synchronistische Geschichte und die babylonische Chronik P. Annalen setzen unter Ārik-dēn-ili ein, die Angaben sind, bis auf Toponyme, spärlich und formularisch. Einer der ersten Obelisken, der zerbrochene Obelisk, wurde unter Aššur-bēl-kala angefertigt. Wirtschaftstexte sind relativ selten überliefert.

### Geschichte
Eriba-Adad I. (1380 v. Chr.–1354 v. Chr.) befreite Assyrien von der Herrschaft Mittanis. Unter Ārik-dēn-ili setzen zunächst spärliche Annalentexte ein, die uns genauer über die assyrische Geschichte informieren.
Aššur-uballiṭ I. (1353 v. Chr.–1318 v. Chr.) konnte Mittani entscheidend schlagen. Er machte Šattuara I. tributpflichtig und zerstörte die Hauptstädte Taidu und Waššukanni. Šattuaras Sohn Wašašatta wurde hethitischer Vasall, Urḫi-Teššup kam ihm jedoch nicht zur Hilfe, als Aššur-uballiṭ wieder angriff, und dieser konnte bis nach Harran am Euphrat vordringen. Hatte ihn Urḫi-Teššup noch als Emporkömmling betrachtet, suchte dessen Nachfolger, der Usurpator Ḫattušili III., das Bündnis mit Assyrien und nannte ihn Bruder. Aššur-uballiṭ nahm auch diplomatische Kontakte mit Ägypten auf, trotz des Protestes von Burna-buriaš II. Um seine Position im südlichen Mesopotamien zu festigen, vermählte Aššur-uballiṭ seine Tochter mit dem babylonischen König; als deren Sohn Kadašman-Ḫarbe I. bei einem Aufstand in Babylonien getötet wurde, schritt Aššur-uballiṭ, wahrscheinlich mit babylonischer Hilfe, ein und installierte Kuri-galzu II. als neuen Herrscher.
Insgesamt waren die Beziehungen zwischen Assyrien und seinem südlichen Nachbarn, abgesehen von der Eroberung Babyloniens durch Tukultī-Ninurta I. (ca. 1225 v. Chr.), weitgehend friedlich. Es gab einige Grenzkonflikte, der Verlauf der Grenze wurde vertraglich geregelt. Brinkman sieht eine ausgeglichene Machtbalance zwischen den beiden Reichen. Wirtschaftstexte belegen den Handel zwischen Assyrien und Babylonien, neben Textilien wurde auch Zinn gehandelt. Daneben ist ein regelmäßiger Austausch von Boten belegt. Grund zu Konflikten gab vermutlich vor allem die Kontrolle der Handelswege in den Iran, die über Arbil und Arrapḫa und den Zagros verliefen.
Salmānu-ašarēd I. (1263–1234 v. Chr.) eroberte weite Teile des von den Hethitern gestützten Mittani und setzte über diese Provinzen den Großwesir Qibi-Aššur als König von Hanilgabat ein. Die Könige von Hanilgabat waren in der Folge die zweitmächtigsten Personen des Mittelassyrischen Reichs. Adad-nārāri II. konnte Mittani dann endgültig unterwerfen. Es blieb bis zu dessen Ende 612 Teil Assyriens. Rowton nimmt an, dass der Besitz Hanilgabats mit seinen Handelsrouten und der langen Tradition des Streitwagenbaus eine wichtige Vorbedingung für den Aufstieg Assyriens zur Weltmacht war.

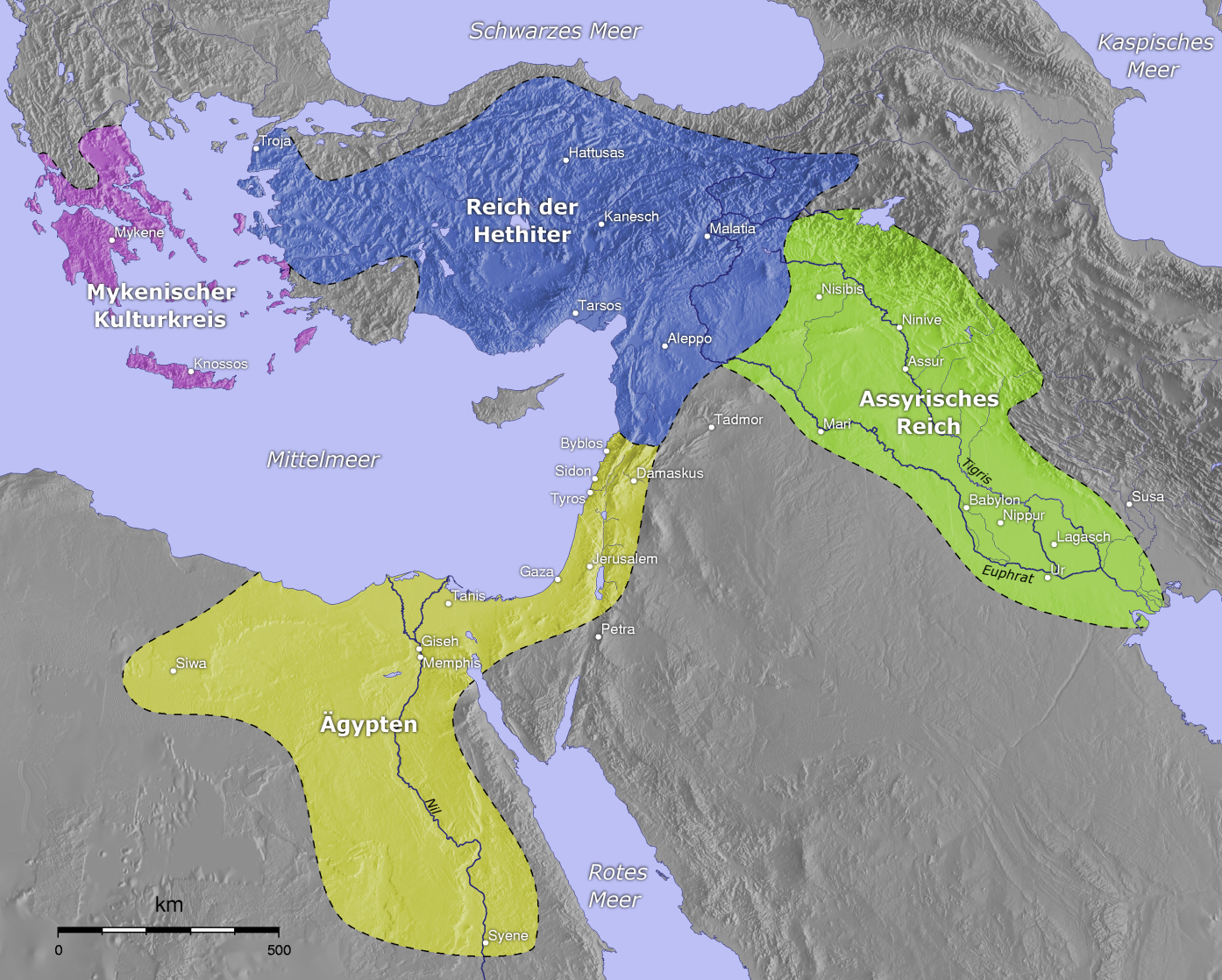
Der alte Orient um 1220 v. Chr.

Unter Salmānu-ašarēd I. und Tukultī-Ninurta I. wurde das Gebiet am unteren Chabur und am Belich erobert und dem assyrischen Reich eingegliedert. Es begann der Ausbau der Grenze mit Befestigungen und kleineren Kastellen. Auch am mittleren Euphrat wurden Stützpunkte angelegt.
Unter Salmānu-ašarēd I. verschlechterten sich die Beziehungen zu Ḫatti zusehends, durch die Schwäche Hanilgabats war der Puffer zwischen den beiden Großmächten entfallen. Unter Ḫattušili III. entspannten sich die Beziehungen des Hethiterreich zu Ägypten deutlich (1259: Ägyptisch-Hethitischer Friedensvertrag).
Tukultī-Ninurta I. (1233–1197 v. Chr.) nahm nach Siegen über die Hethiter und der Eroberung von Babylon den Titel „König der Gesamtheit“ an. Über seine Siege berichtet das Tukulti-Ninurta-Epos, ein literarisches Werk, das die Eroberung Babylons rechtfertigen soll. Zwischen Tukultī-Ninurta und Tudhalija IV. von Ḫatti bestand der Kriegszustand, wie der Šaušgamuwa-Vertrag (KUB XXIII) belegt. Darin wird Šaušgamuwa von Amurru, einem Schwager von Tudhalija IV., verpflichtet, keine assyrischen Händler in sein Land zu lassen und keinen Handel mit Assur zu treiben. Ferner habe er dem Großkönig bei Ausbruch eines offenen Krieges Soldaten und Streitwagen zu stellen. Unter Tukultī-Ninurta werden erstmals Deportationen der Bevölkerung aus den unterworfenen Gebieten erwähnt – eine Praxis, die im neuassyrischen Großreich riesige Ausmaße annahm. Unter Tukultī-Ninurta wurden nachweislich Waffen aus Eisen in Assyrien angefertigt. Etwa 3 km nördlich von Aššur ließ der König die neue Residenz Kār-Tukulti-Ninurta errichten; sie wurde aber aufgegeben, nachdem Tukultī-ninurta bei einer Palastrevolution von seinen Söhnen getötet worden war. Durch diese inneren Unruhen geschwächt, verlor das mittelassyrische Reich Babylon an Elam.
König Aššur-reš-iši I. (1132–1115 v. Chr.) begann eine erneute Expansionspolitik. Tukulti-apil-Ešarra I. (1114–1076 v. Chr.) konnte den assyrischen Machtbereich enorm erweitern. Im Süden waren Herrscher der 2. Kassiten-Dynastie schwach, so dass die erneute Einnahme der Stadt möglich wurde. Im Norden war das Reich der Hethiter untergegangen; dadurch konnte Tukulti-apil-Ešarra in neue Gebiete vordringen und das assyrische Reich bis zum Taurusgebirge und der Küste des Mittelmeeres erweitern.
Seine Nachfolger konnten dieses große Reich nicht zusammenhalten. Die Aramäer eroberten weite Teile Nordsyriens. Die Assyrer wurden auf ihr Kerngebiet im nördlichen Mesopotamien zurückgedrängt.

### Gesellschaftsstruktur
Die mittelassyrische Gesellschaft wird oft als feudal charakterisiert. Andere Autoren sehen sie als orientalische Despotie, in welcher der König die Bauernschaft mittels einer stark ausgeprägten Bürokratie kontrolliert und die Überschussproduktion abschöpft. Die Oberschicht bestand aus der königlichen Familie, deren hohen Beamten (ERÍN. MEŠ ša É.GAL-lí) und den großen Patrizier-Familien (GAL.MEŠ, „Magnaten“) von Assur. Kaufleute scheinen, im Gegensatz zur altassyrischen Zeit, nicht mehr zur Oberschicht gehört zu haben.
Die Mehrzahl der Bevölkerung lebte vermutlich in sich selbst versorgenden Dörfern (ālu). Sie waren zumindest teilweise einem Großgrundbesitzer abgabenpflichtig. Postgate nimmt an, dass sich der Begriff ālāiu auf solche unfreien Bauern bezieht (vgl. „villein“ im Mittelalter). Nach Postgate gehörte das gesamte Land der Krone, die Bauern mussten im Ausgleich für dessen Nutzung den ilku-Dienst leisten. Großgrundbesitzer konnten jedoch Abhängige stellen, die für sie den ilku-Dienst leisteten. Ilku konnte in Sachlieferungen an die Armee (ḫurādu) bestehen; der Keilschrifttext TR 3005 erwähnt die Lieferung von Korn, Wolle und Schweinefett. Auch die Versorgung von Streitwagenpferden (KAJ 253) konnte ilku darstellen. Die geläufige Form war vermutlich der Militärdienst.
Nach wie vor bestand die Sklaverei. Die Herkunft der Sklaven ist selten überliefert. Unter anderem sind Lullubäer belegt. Im Auftrag des Königs wurden Assyrer, die versklavt worden waren, vermutlich Kriegsgefangene, freigekauft. Befand sich ein Assyrer mehr als zwei Jahre in Feindeshand, wurde seine Frau als Witwe (almattu) behandelt und konnte sich wieder verheiraten. Vor Ablauf dieser Frist konnten sein Haus und seine Felder verkauft werden, um den Lebensunterhalt seiner Frau zu sichern, wenn sie keine Verwandten hatte, die für sie sorgen konnten. Wenn der Ehemann nach dieser Frist zurückkehrte, konnte er seine Frau wieder zu sich nehmen, hatte aber keine Rechte über die Kinder, die sie einem anderen geboren hatte, und er konnte sein Haus zurückkaufen.

### Landwirtschaft
Faist charakterisiert das mittelassyrische Assyrien als Agrargesellschaft. Die Landwirtschaft diente vor allem der Selbstversorgung. Erwirtschafteter Überschuss floss in die Versorgung der Tempel, der königlichen Administration und der Armee.
Garelli unterscheidet drei Arten des Grundbesitzes:
- Land im Besitz der Krone
- Privatbesitz
- Kronland, das von Privatpersonen bewirtschaftet wird.[30]

Land konnte verkauft werden, wie durch zahlreiche Rechtsurkunden bezeugt; es ist aber nicht sicher, ob das für alle Typen des Landbesitzes galt. Der Kauf wurde schriftlich festgehalten (ṭuppa dannata).
Viehzucht war bedeutend, vor allem Schafzucht, es wurde aber auch Hornvieh von den Steppennomaden wie den Sutäern eingehandelt. Pferde mussten aus dem Hochland importiert werden.

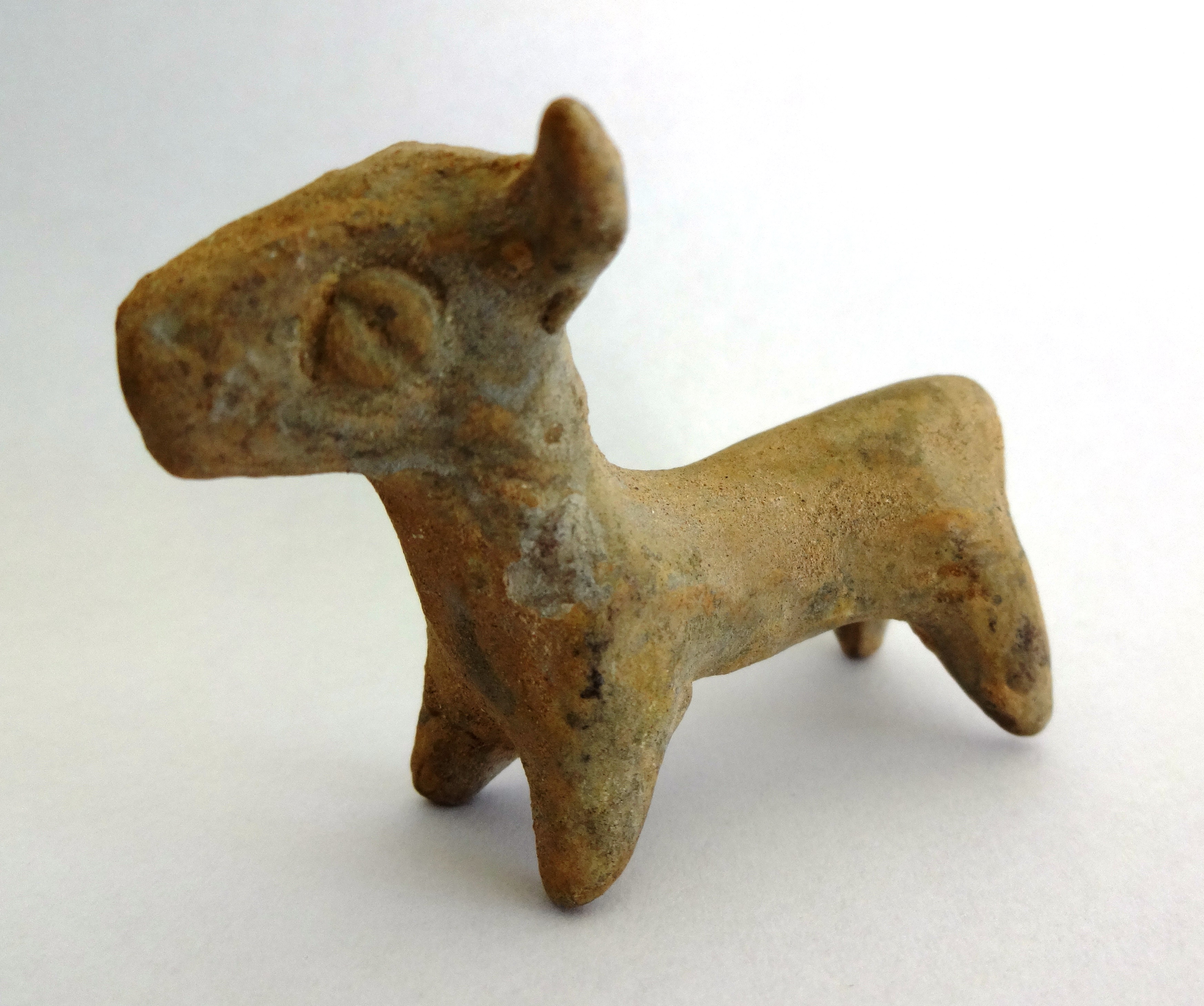
Assyrischer Stier aus Ton, ca. 1200 v. Chr., ca. 6 cm lang und 4,5 cm hoch

Als Ölpflanze wurde vor allem Sesam angebaut. Faist nimmt an, dass bereits in mittelassyrischer Zeit Olivenöl importiert wurde. Wichtigstes Getränk war Bier, Wein musste aus Syrien (Karkemiš und Aštarta, Ugarit) importiert werden und war der Oberschicht vorbehalten. Seit dem 13. Jahrhundert wurde auch am Chabur Wein angebaut. Auch Honig wurde eingeführt, in Assyrien selbst wurde nur ein süßer Sirup (LÀL) hergestellt.

### Baumaterial
Als Baumaterial dienten vor allem Lehmziegel. Für größere Gebäude, vor allem Tempel und Paläste, musste geeignetes Holz für die Deckenbalken importiert werden. Belegt seit Tiglat-Pileser I. sind Zedern aus dem Libanon oder dem Amanus, die entweder als Beute von der Armee transportiert wurden oder als Tribut nach Aššur gelangten. Aus Meḫri, wahrscheinlich zwischen dem Tigris und dem oberen Zab gelegen, stammte gušuru-Holz (vielleicht ein Nadelbaum), das beim Bau des neuen Palastes von Tukultī-Ninurta I. Verwendung fand. Kalkstein und Gips standen in Assyrien selbst an, Basalt und Alabaster mussten importiert werden.

### Handwerk
Für den häuslichen Gebrauch wurden nach wie vor Silexgeräte angefertigt.
In der Textilindustrie wurde vor allem Wolle verarbeitet. Zahlreiche Begriffe belegen die Vielzahl der bekannten Stoffe und Gewänder. Kleidung aus Leinen wurde aus Karkemiš importiert.
Bronze wurde in Assyrien selbst legiert und dann in Form von Barren (šabartu) transportiert. Das Kupfer stammte entweder aus Anatolien (Ergani) oder von Zypern, in Dūr-Kurigalzu wurde ein Ochsenhautbarren gefunden. Das Zinn (AN.NA BABBAR) kam vielleicht aus Nordsysien oder aus Ḫatti (Kestel-Mine?). Ebenholz (GIŠašiu) aus Nubien diente zur Herstellung kostbarer Truhen, ebenso wie Elfenbein, das aus Syrien stammte. Lapis-Lazuli bezog man aus Babylonien, wo man den Stein entweder aus Badachschan in Afghanistan oder aus Tadschikistan erhielt. Lapis-Lazuli wurde auch ägyptischen Herrschern als kostbares Geschenk übergeben (EA 15).
Der königliche Palast beschäftigte eigene Handwerker, die das Rohmaterial für ihre Tätigkeit aus den königlichen Magazinen ausgehändigt bekamen.

### Wirtschaft
Silber fand, im Gegensatz zur altassyrischen Zeit, als Zahlungsmittel kaum noch Verwendung. Als Ursache wird Silberknappheit vermutet. Hauptzahlungsmittel war das Metall AN.NA, über die Übersetzung des Begriffs besteht keine vollständige Einigkeit. Es handelt sich entweder um Zinn oder um Blei. Gold, in Form von Körnern oder als Spiralbarren, wurde aus Babylonien und Emar eingehandelt.

### Handel
Assyrien exportierte auch in Mittelassyrischer Zeit vor allem Textilien. Silber, Zinn und Bronze dienten wohl vor allem als Zahlungsmittel.
Der Fernhandel, soweit schriftlich dokumentiert, diente vor allem der Versorgung der Oberschicht mit Luxusgütern und spielte laut Faist wirtschaftlich keine große Rolle. Kaufleute waren nicht nur für die Versorgung mit Luxusgütern wichtig, sondern konnten auch mit diplomatischen Missionen betraut werden.
Der Handel nach Westen wurde hauptsächlich über Emar und Karkemiš abgewickelt, auch aus Ugarit sind einige fragmentarische Urkunden bekannt, von hier scheint man vor allem Wein bezogen zu haben. Für den Austausch mit Ägypten war vor allem Sidon wichtig.

### Verwaltung
Zu den höchsten königlichen Beamten gehörten außer den Schreibern die abarakku. Ihnen oblag unter anderem die Ausgabe exotischer Rohstoffe und die Überwachung der in der Luxusproduktion tätigen Handwerker. Der Palast beschäftigte auch Handelsbeauftragte.

### Armee
Dienstpflichtige in der Armee wurden durch den Staat ausgerüstet, nach Ablauf der Dienstzeit mussten sie die Waffen zurückgeben. Die Ausgabe der Waffen wurde schriftlich quittiert. In einem Text aus Tell al-Rimah (TR 2021 +) wird die Ausgabe einer Lanze (ulmu) an einen gewissen Ṣilli-amurri quittiert, nach Rückkehr der Armee (ḫurādu) soll er die Lanze zurückgeben und seine Schrifttafel wird zerbrochen werden (als Zeichen der beglichenen Schuld).
Postgate nimmt an, dass der Militärdienst mindestens ein Jahr dauerte.
Pferde für die Ausrüstung der Streitwagen wurden aus dem Zagros (Nairi-Länder) und vielleicht auch aus dem iranischen Hochland bezogen. Die Einfuhr von Pferden war zollpflichtig, wie eine Urkunde aus Tell ar-Rimāh belegt. Man nimmt allgemein an, dass die Assyrer Streitwagen und Pferdeausbildung von den Mittani übernahmen. Seit mittelassyrischer Zeit sind jedoch auch Texte zur Pferdezucht und -ausbildung überliefert. Streitwagen und Gespanne dienten auch als königliche Geschenke (EA 16, 9–12). Schimmel waren besonders geschätzt. Esel wurden auf Feldzügen als Lasttiere eingesetzt.
Wichtigster Rohstoff für Waffen und Rüstung war Bronze. Eiserne Panzerhemden und Schwerter wurden seit Adad-nārārī I. von den Hethitern eingetauscht (KBo I 14). Seit Tukulti-Ninurta I. ist Eisenverarbeitung auch in Assyrien belegt. So wurden Pfeilspitzen und Stäbe hergestellt. Tamara Stech-Wheeler et al. nehmen an, dass die Technik der Eisenverarbeitung über Ḫanilgabat nach Assyrien gelangte.
Die Armee unterstand dem rāb ḫurādi.
Der rāb kiṣri stand vielleicht Söldnertruppen vor, die ganzjährig Dienst taten.

## Neuassyrisches Großreich (911 v. Chr. bis 605 v. Chr.)

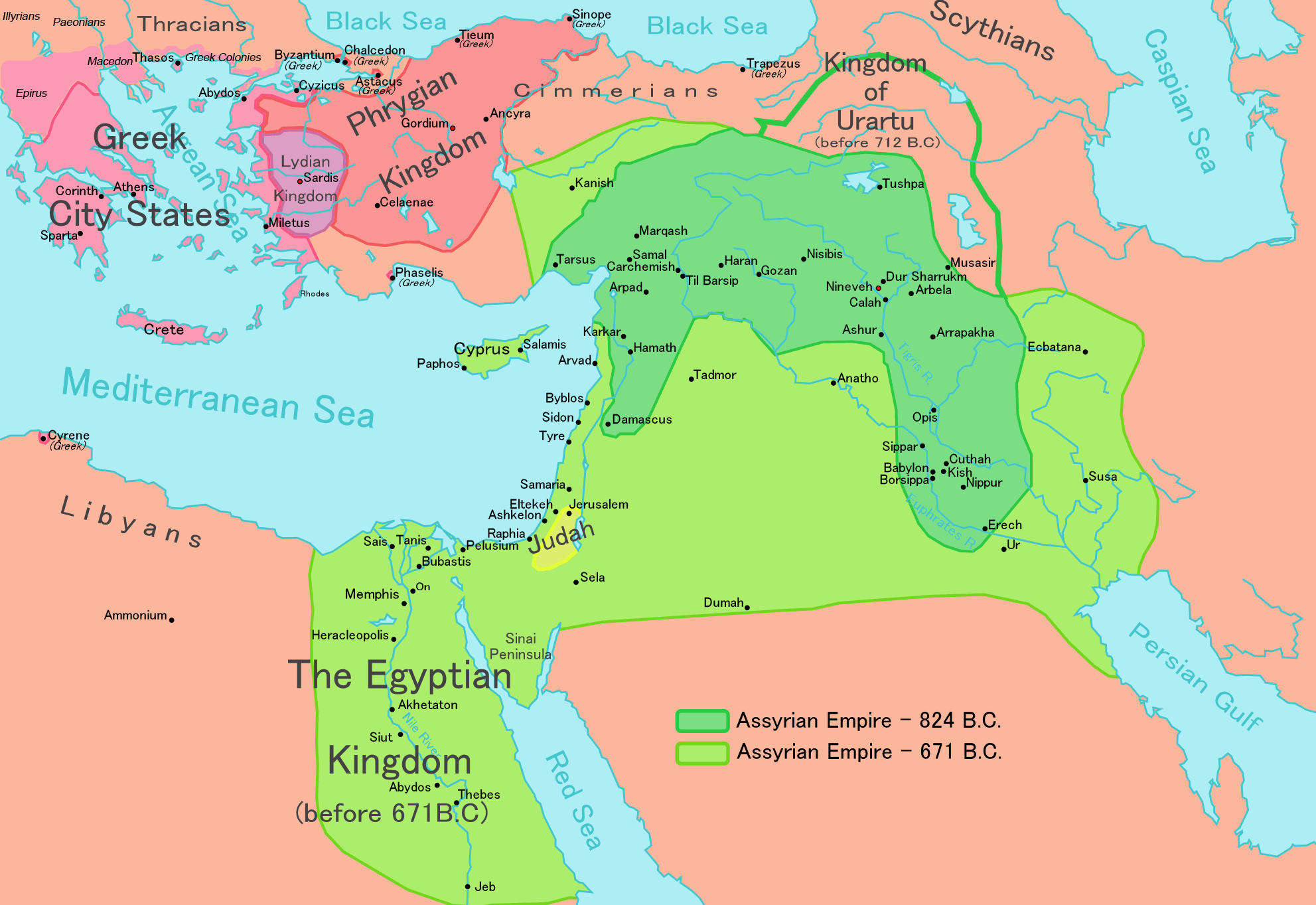
Assyrien zwischen dem 9. und 7. Jahrhundert v. Chr.

### Abfolge der Herrscher

#### Aššur-nâṣir-apli II. – ein erster Höhepunkt neuassyrischer Macht
Nachdem seine unmittelbaren Vorgänger Assyrien durch zahlreiche Feldzüge zur Vormacht im mesopotamischen Tiefland gemacht hatten, brachte Aššur-nâṣir-apli II. (883–859 v. Chr.) die Routen zum Mittelmeer, die bereits unter Tiglat-pileser I. kurzfristig kontrolliert worden waren, unter assyrische Herrschaft. Er legte in diesen Gebieten Garnisonen an und ging gegen Aufstände vor. Sein Sohn Salmānu-ašarēd III. (859–824 v. Chr.) schob die Grenze des Assyrischen Reiches weiter in Richtung auf das südliche Syrien und Israel vor.
Angesichts der drohenden Gefahr schlossen sich mehrere Fürstentümer zu einer Allianz zusammen, der unter anderem das Nordreich Israel und der König von Damaskus angehörten. In der Schlacht von Qarqar 853 v. Chr. konnte diese Koalition ansonsten rivalisierender Herrscher den assyrischen Vormarsch stoppen. Im Norden leistete Urartu Salmānu-ašarēd III. erfolgreich Widerstand.
In den nächsten 80 Jahren konnten die neu eroberten Gebiete nicht gehalten werden; die nachfolgenden Herrscher hatten in erster Linie die immer wieder ausbrechenden inneren Konflikte zu schlichten, die zum Teil bereits zu Lebzeiten Salmanassars entstanden waren. Vor allem das Königreich Urartu machte den Königen enorm zu schaffen; in seiner bergigen Landschaft war es kaum zu erobern und stellte eine enorme Bedrohung für das assyrische Kernreich dar. So war das Neuassyrische Reich Mitte des 8. Jahrhunderts v. Chr. an einem neuen Tiefpunkt angelangt.

#### Tiglat-Pileser III.
Als Tiglat-Pileser III. den Thron bestieg, war das Land durch Seuchen, innere Unruhen und den Machtanstieg des Königreichs Urartu geschwächt. Bis heute ist nicht genau geklärt, wie Tukulti-apil-Ešarra – so sein akkadischer Name – an die Macht kam. Da seiner Krönung eine Militärrevolte vorausging, gehörte er wahrscheinlich nicht zur bis dahin herrschenden Dynastie. Emil Forrer vermutet, Tiglat-Pileser sei Statthalter gewesen. Diese Verwalter hatten im Lauf der Zeit ihre Macht sehr erweitert, schließlich wurde das Amt erblich. Sofort nach seiner Machtübernahme verdoppelte Tiglat-Pileser die Zahl der Provinzen. Vielleicht wollte er verhindern, dass noch einmal ein Statthalter mächtig genug werden konnte, um die herrschende Dynastie vom Thron zu stoßen.
Das Hauptinteresse Tiglat-Pilesers III. galt dem Zugang zum Mittelmeer und den dortigen Handelszentren. In mehreren Schlachten gelang es ihm, die Fürstentümer des heutigen Syrien und Libanon zu erobern und im Jahr 733 v. Chr. bis Aram (Damaskus) vorzudringen, das er belagerte. Damaskus war noch nie zuvor von einem assyrischen König erobert worden, und Tiglat-Pileser III. berichtet in seinen Annalen: „Jener (der König von Damaskus) floh allein, um sein Leben zu retten, und ging durch das Tor seiner Stadt wie eine Gans. […] 45 Tage lang lagerte ich um seine Stadt und hielt ihn gefangen wie einen Vogel im Käfig.“ Der Fall der Stadt wird nicht berichtet, die Forschung stimmt darin überein, dass dieser im Jahr darauf erfolgt sein muss.
Damaskus spielte seit dieser Zeit als Gegner Assyriens keine Rolle mehr und Tiglat-Pileser III. konnte sein Herrschaftsgebiet bis nach Palästina und Gaza an die ägyptische Grenze ausweiten: „Hanno von Gaza […] floh zum Lande Ägypten. Gaza … eroberte ich.“ Damit erstreckte sich das Assyrische Reich vom heutigen Israel bis zum persischen Golf. Nun ging Tiglat-Pileser III. daran, das eroberte Gebiet fester in sein Reich einzubinden.

#### Sargon II. – Das Reich im Zenit seiner Macht

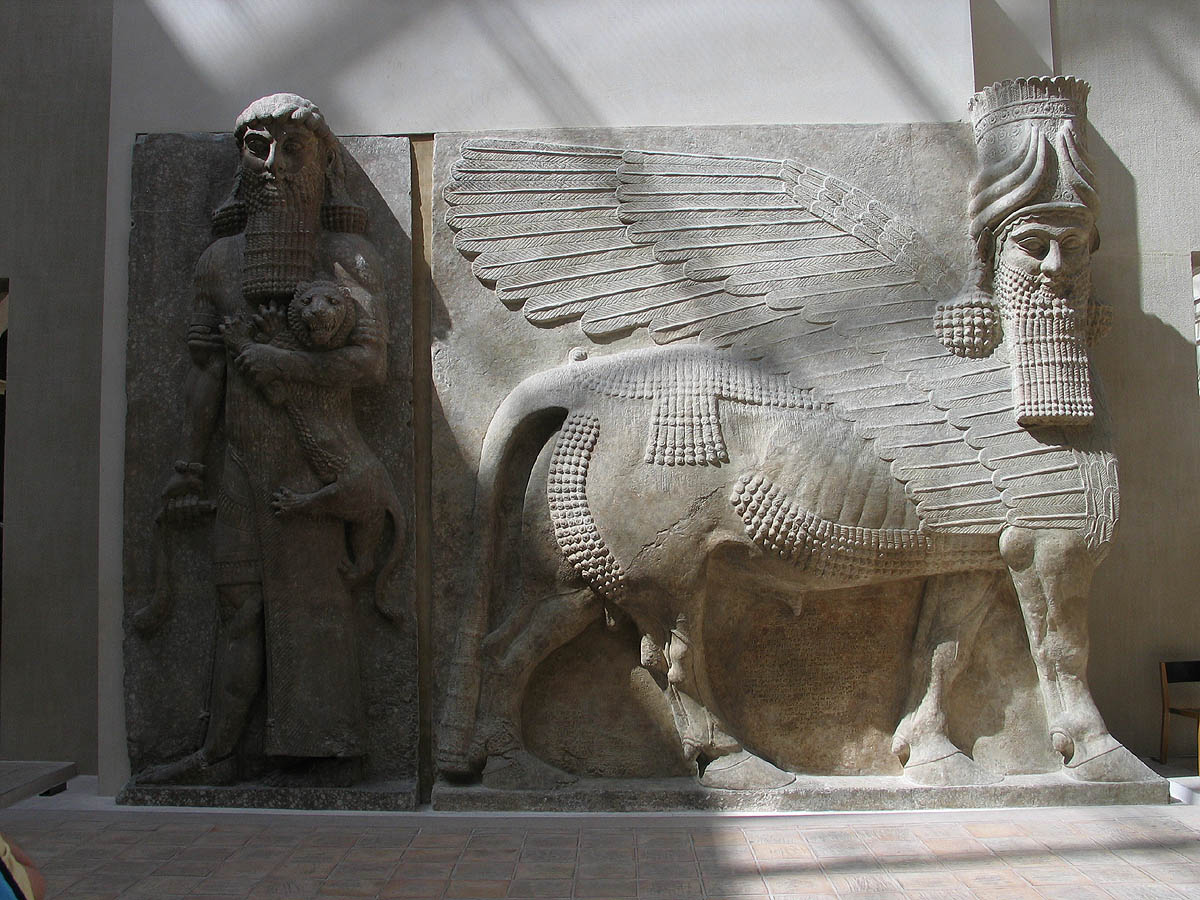
Geflügelter Stier aus Khorsabad (Louvre)

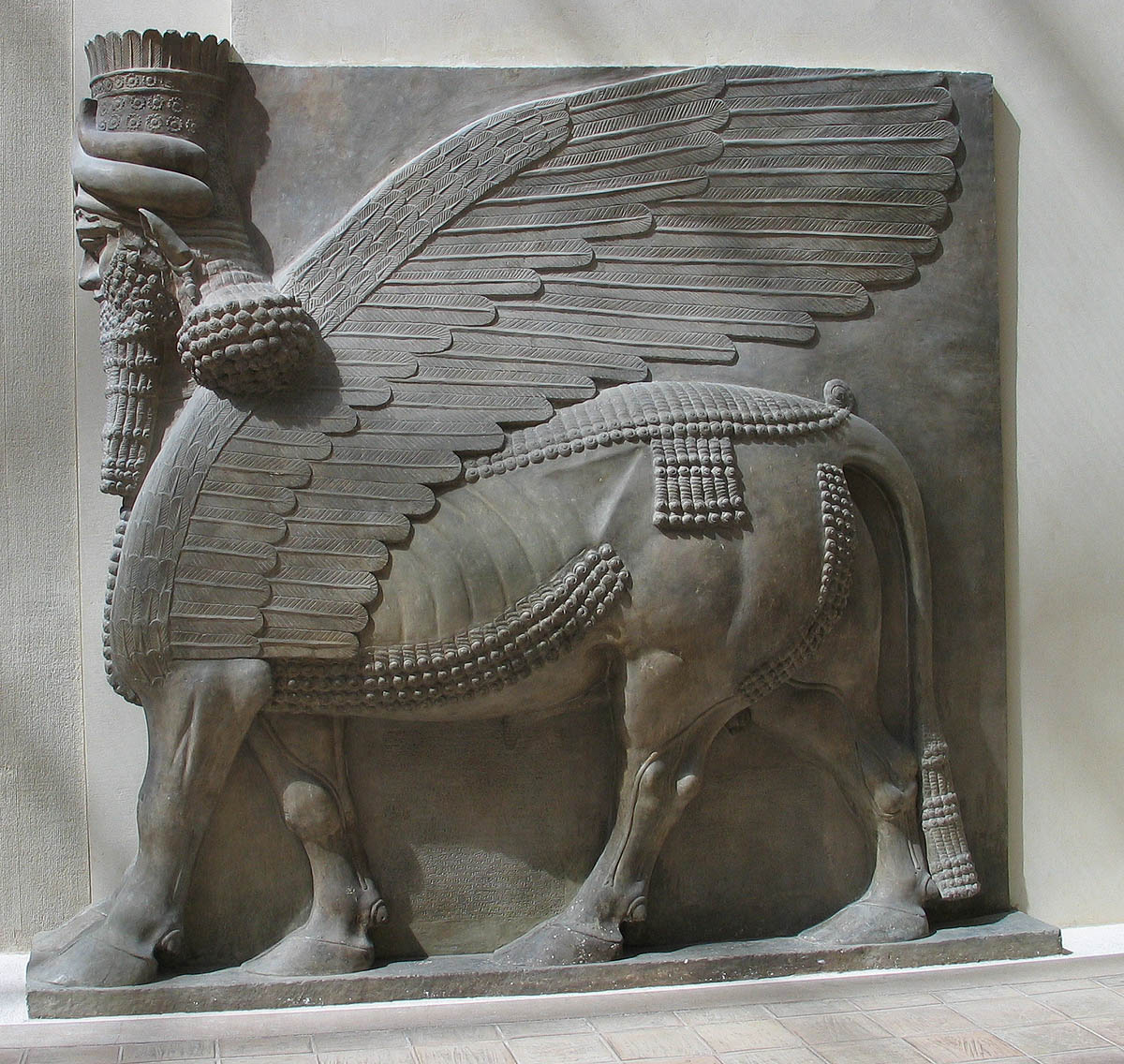
Geflügelter Stier aus Khorsabad (Louvre)

Salmānu-ašarēd V., der Sohn Tiglat-Pilesers, konnte sich nicht lange auf dem Thron halten. Nach den Annalen seines Nachfolgers hatte er es gewagt, die Sonderstellung der heiligen Stadt Aššur anzutasten. In der darauf folgenden Revolte 722 v. Chr. fiel Salmānu-ašarēd V. einem Mordanschlag zum Opfer; es heißt, der Gott Aššur habe ihn für seinen Frevel gestürzt. Über die Herkunft seines Nachfolgers Sargon II. ist so gut wie nichts bekannt. Sein Name, der übersetzt „rechter Herrscher“ bedeutet und somit eine Überbetonung der Legitimität darstellt, lässt die Forschung darauf schließen, dass er wohl nicht der herrschenden Dynastie angehörte. Ein weiteres Indiz dafür könnte sein, dass sich Sargon als von Gott eingesetzt bezeichnet, aber nie seine Vorgänger nennt: „Sargon, […] der Günstling der großen Götter, […] welchem Assur und Marduk ein Königtum ohnegleichen verliehen und dessen Namens Ruf sie an die Spitze berufen haben.“
Nachdem Sargon die Ruhe im Reich wiederhergestellt hatte, wandte er sich zuerst gegen Babylon, wo ein Fürst namens Marduk-apla-iddina II. die Wirren genutzt hatte, um sich auf den Thron zu setzen. Sargon berichtet in seiner großen Prunkinschrift von einem Sieg gegen die Allianz aus Babyloniern und dem König von Elam: „[…] brachte ich Humbanigas von Elam in der Vorstadt von Duril eine Niederlage bei.“ Einen gänzlich anderen Bericht über diese Schlacht liefert die babylonische Chronik: „Im zweiten Jahre Merodoch-Baladans lieferte Umbanigas, König von Elam, in dem Bezirke Dur-ilu Sargon, dem König von Assyrien, eine Schlacht. Er überzog Assyrien mit Verwüstung und erschlug ihrer viele. Merodach-Baladan und seine Leute, welche zur Hilfe des Königs von Elam gekommen waren, kamen nicht mehr zur rechten Zeit zur Schlacht und zogen hinterher.“ Sargon hatte also eine Niederlage erlitten, deren Auswirkungen er aber durch ein geschicktes Stillhalteabkommen mit Marduk-apla-iddina beschränken konnte.
Nach der Niederlage im Süden wandte sich Sargon II. dem Mittelmeer zu. Es gelang ihm, sein Reich bis nach Zypern und Kleinasien auszuweiten und mit den dort ansässigen Phrygern einen Waffenstillstand zu schließen. 720 v. Chr. eroberte er das Nordreich Israel und die Stadt Samaria, das bereits zuvor 722/21 v. Chr. vom assyrischen König Salmānu-ašarēd V. belagert und erobert worden war.
Unausweichlich jedoch war, dass es früher oder später zum Krieg gegen Urartu kommen würde. Wie gespannt das Verhältnis zum Königreich im Norden war, zeigt der unentwegte Briefwechsel Sargons mit seinen Statthaltern im Norden; so waren die Assyrer durch ein ganzes Heer an Spionen genau über Truppenbewegungen informiert, bis im Jahr 714 v. Chr. Sîn-aḫḫe-eriba, Kronprinz und Chef des Geheimdienstes, die entscheidende Information sandte: „An den König […] Der Ukkaen hat mir [diese Botschaft] geschickt: Die Truppen des Königs von Urartu wurden auf seinem Feldzug gegen die Kimmerer vernichtend geschlagen.“ Nun sah Sargon II. seine Chance zum entscheidenden Schlag gekommen. „Rusa I. von Urartu schlug ich auf dem unzugänglichen Berge Uaus und 250 seiner königlichen Sippe nahm ich gefangen. 55 starke mit Mauern versehene Städte seiner acht Gebiete nebst elf seiner Burgen eroberte und verbrannte ich. […] Musasir, das auf Rusa von Urartu sich verlassen […] hatte […] bedecke ich mit Truppenmassen heuschreckengleich. […] Rusa […] hörte, dass Musasir zerstört, sein Gott fortgeschleppt sei, und nahm sich […] mit dem eisernen Dolche seines Gürtels das Leben.“ Urartu konnte sich von dieser gewaltigen Niederlage zwar erholen, stellte aber für Assyrien keine Bedrohung mehr dar.
Mit dem Sieg über Urartu 714 v. Chr. hatte Sargon die größte Bedrohung für das mesopotamische Kernland ausgeschaltet. Es galt nun, die Niederlage gegen Marduk-Apla-Iddina II. zu rächen und Babylonien zurückzuerobern. 710 v. Chr. zog Sargon gegen den babylonischen König, der nach Süden in die Sümpfe floh. Die ländlichen Gebiete südlich von Babylon verwüstete Sargon, während er die alten Residenzstädte im Norden verschonte. Sargon zog in Babylon ein und ließ sich zum König krönen. Allerdings führte er diesen Titel in Zukunft – wahrscheinlich wegen der damit verbundenen Verpflichtungen – wohl nicht, wie aus einer seiner Inschriften hervorgeht: „Palast Sargons, des großen Königs, des mächtigen Königs, des Königs der Gesamtheit, des Königs von Assur, des Machthabers von Babylon.“ Gegenteilige Meinungen in der Forschung sind wahrscheinlich verfehlt.
Bereits 717 v. Chr. befahl Sargon den Bau seiner neuen Residenzstadt Dur Šarrukin in der Nähe des heutigen Khorsabad. Vor allem in den letzten, ruhigen Jahren seiner Herrschaft forcierte er diesen Plan mit allen Mitteln: „Baute ich […] oberhalb Ninives eine Stadt und nannte Dur Šarrukin ihren Namen. […] Jene Stadt bewohnt zu machen […] plante ich bei Tag und bei Nacht.“ Die Anlage, die 706 v. Chr. fertiggestellt wurde, ist jedoch nie zu einer funktionsfähigen Hauptstadt geworden, da Sargon bereits ein Jahr später bei einem Feldzug ums Leben kam und sein Sohn Sîn-aḫḫe-eriba den Regierungssitz nach Ninive verlagerte.

#### Assurbanipal
Innerhalb von 40 Jahren hatten Tiglat-Pileser III. und Sargon Assyrien zum größten Reich Vorderasiens gemacht. Die Nachfolger Sargons, Sîn-aḫḫe-eriba und Aššur-ahhe-iddina, konnten ihr Herrschaftsgebiet durch zahlreiche Feldzüge und die Niederschlagung von Aufständen halten und sogar noch ausbauen. Als Aššur-ahhe-iddina 669 v. Chr. auf einem Feldzug gegen Ägypten starb, übernahm sein Sohn und Kronprinz Assurbanipal die Regierung. Dieser sollte zwei Jahre später mit der Einnahme Thebens, der Hauptstadt Oberägyptens, dem Neuassyrischen Reich die größte Ausdehnung geben. Die 40-jährige Herrschaft Assurbanipals (668–627 v. Chr.) war eine Blütezeit:

„[…] ließ Ramman seinen Regen los, öffnete Ea seine Wasserhöhlen, ward das Getreide fünf Ellen hoch in seinen Ähren, ward die Ähre 5/6 Ellen lang, ließen die Baumpflanzungen die Frucht üppig werden, hatte das Vieh beim Werfen Gelingen. Während meiner Regierungszeit kam der Überfluss massenhaft herab, während meiner Jahre stürzte reichlich Segen hernieder. […] Auf meinem zweiten Feldzuge lenkte ich den Weg nach Ägypten […] und zog bis nach Theben, der Stadt seiner Stärke. Er sah das Heranrücken meiner gewaltigen Schlacht, verließ Theben und floh […] Diese Stadt ganz und gar eroberten im Vertrauen auf Aššur und Ištar meine Hände. Schwere Beute ohne Zahl erbeutete ich aus Theben. Über Ägypten […] ließ ich meine Waffen funkeln und […] kehrte wohlbehalten nach Ninive, meiner Residenz, zurück.“

Doch es kam unter Assurbanipal auch zu blutigen Kämpfen, darunter ein Bruderkrieg mit Šamaš-šuma-ukin, dem König von Babylonien, durch den das Reich nachhaltig geschwächt wurde.
Asarhaddon hatte bereits während seiner Regierungszeit seine Nachfolge geregelt. Er selbst war als jüngerer Sohn Sîn-aḫḫe-eribas nur dank der Fürsprache seiner energischen Mutter Zakutu auf den Thron gelangt. Diese beeinflusste ihn nun auch bei seiner Thronfolge. Nach dem Tod seines ältesten Sohnes ernannte er den jüngeren Aššur-bani-apli zum Thronprinzen von Assyrien, während dessen älterer Bruder Šamaš-šuma-ukin den Thron in Babylon besteigen sollte. Diese Regelung sollte sich jedoch im Jahr 652 v. Chr. als verhängnisvoll erweisen.
Während Šamaš-šuma-ukin in den ersten Jahren noch loyal gewesen war, verbündete er sich nun mit dem König von Elam und wandte sich gegen Aššur-bani-apli. Nach zweijähriger Belagerung eroberte Aššur-bani-apli das ausgehungerte Babylonien und bestrafte es mit aller Härte:
„Zu dieser Zeit geschah es, dass die Leute von Akkadu [= Babylon], welche auf Seiten des Šamaš-šuma-ukin standen und Böses planten, der Hunger erfasste, und sie gegen ihren Hunger das Fleisch ihrer Söhne und Töchter aßen; und Aššur, Sin […], die vor mir hergingen und meine Widersacher unterjochten, warfen Sammuges, den feindlichen Bruder […], in eine brennende Feuerstelle und vernichteten sein Leben. […] Kein Einziger entrann. […] Ihr zermetzeltes Fleisch ließ ich Hunde, Schweine und Geier […] essen.“
Nach der Einnahme Babylons zog Assurbanipal gegen Elam und eroberte die Hauptstadt Susa.

#### Nieder- und Untergang
Das Neuassyrische Reich war nach neuerem Forschungsstand einzig und allein auf Expansion ausgerichtet. Die eroberten Gebiete wurden durch Deportationen der Bewohner und Steuern so lange ausgeblutet, bis nur eine weitere Expansion in Frage kam, um den Lebensstandard der Führungsschicht zu halten. Um die immer weiter entfernten Gebiete unter Kontrolle zu halten, mussten immer mehr Assyrer aus dem Kernland als Soldaten eingesetzt, umgesiedelt oder zu Verwaltungsaufgaben abgezogen werden. Die so immer weiter abnehmende Produktivität des Kernlandes zwang wiederum zur Ausbeutung der eroberten Gebiete und damit zu weiteren Expansionen. So waren wohl bereits bei der Eroberung Thebens 667 die Ressourcen an Verwaltungspersonal erschöpft. Dies führte nicht zu einem sofortigen Zusammenbruch, wie sich an der 40-jährigen Herrschaft Assurbanipals zeigt. Das instabil gewordene Reich konnte durch einen starken König, reiche Ernten und relativ wenig Unruhen an den Außengrenzen noch standhalten.
Wann genau Assurbanipal starb, ist nicht bekannt. 616 v. Chr. zog ein babylonisches Heer unter König Nabopolassar nach Assyrien: 614 v. Chr. fiel die Stadt Aššur, 612 v. Chr. nach langem Kampf auch Ninive und 608 v. Chr. schließlich auch die letzte bedeutende Feste Harran. Damit war das Assyrische Reich faktisch am Ende. Die anschließende Rache der so lange vom Assyrischen Reich unterdrückten Völker stand der Grausamkeit dessen ehemaliger Herrscher in nichts nach – sie überstieg sie sogar: Historiker sprechen von der Zerstörung aller assyrischen Städte, Ausrottung der Bewohner und Verwüstung des Landes. Angesichts neuerer Funde von Aufzeichnungen assyrischer Geschäftsleute und Handwerker bei Ausgrabungen in Dur-Katlimmu aber auch anderorts, die offenbar auch nach dem Fall des assyrischen Reiches weiter fortgesetzt worden sind, wird die Massenausrottung des gesamten assyrischen Volkes zunehmend angezweifelt.
In der Babylonischen Chronik wird letztmals für das Jahr 609 ein Assyrerkönig erwähnt. Es gibt jedoch Anzeichen dafür, dass Einheiten des assyrischen Heeres mit Hilfe der 609 nach Syrien gezogenen ägyptischen Armee bis zur verlorenen Schlacht bei Karkemiš 605 v. Chr. in den vormaligen Westprovinzen weiter gegen die vordringenden Babylonier kämpften. Das Ende Assyriens bedeutete den Aufstieg Babyloniens zur Vormacht in Mesopotamien. Nabopolassar und vor allem sein Sohn Nabū-kudurrī-uṣur II. konnten auf den Ruinen des Assyrischen Reiches ein neubabylonisches Großreich errichten, welches aber bereits 539 v. Chr. vom Perserkönig Kyros II. erobert wurde.

### Beziehungen zu den Nachbarn

#### Babylonien
In Babylonien regierte seit 747 v. Chr. König Nabû-naṣir von Gnaden Tukulti-apil-Ešarras. Nach dem Tod Nabû-naṣirs brachen in Babylonien Thronwirren aus, die die Südgrenze Assyriens gefährdeten. Die Forschung ist sich über die Machtübernahme Tiglat-pilesers nicht einig, doch liefert die babylonische Chronik einen relativ detaillierten Bericht: „Nadinu […] setzte sich in Babylon auf den Thron. Im Jahre 2 wurde Nadinu in einem Aufstand getötet. […] Schumu-ukin, […] am Aufstand beteiligt, setzte sich auf den Thron. Ukin-zir […] bemächtigte sich des Thrones. Im dritten Jahre Ukin-zirs zog Tukulti-apil-Ešarra III. nach Akkad […] und nahm Ukin-Zir gefangen. Tukulti-apil-Ešarra III. bestieg in Babylon den Thron.“ Er ließ sich unter dem Namen Pulu als babylonischer König krönen. Damit kam es erstmals zu einer Vereinigung der Throne Assyriens und Babyloniens. Als Tukulti-apil-Ešarra III. 727 v. Chr. starb, hinterließ er seinem Sohn Salmānu-ašarēd V. ein Reich ungeheuren Ausmaßes, das sich sowohl im Inneren als auch nach außen hin relativ stabil und gefestigt präsentierte.

#### Urartu – Gefahr aus dem Norden
Im Bergland nördlich der Euphratebene hatte sich bereits unter den Vorgängern Tiglat-pilesers – wahrscheinlich ironischerweise durch die Bedrohung Assyriens – aus mehreren Kleinfürstentümern das Königreich Urartu entwickelt, das dem aufstrebenden neuassyrischen Reich zunehmend Widerstand leisten sollte. So war Tiglat-pileser auf seinem Weg zum Mittelmeer auf eine urartäische Armee getroffen, die er aber nach heftigem Kampf zurückschlagen konnte: „Sarduri II. vom Lande Urartu fiel von mir ab und […] im Lande Kištan und dem Lande Halpi schlug ich ihn bis zur Vernichtung.“ Auf Dauer konnte das den urartäischen Widerstand aber nicht brechen.

### Aufbau des Neuassyrischen Reiches

#### Herrschaftsform
Bereits 100 Jahre zuvor hatten die Könige Aššur-nâṣir-apli II. und Salmānu-ašarēd III. das assyrische Gebiet ähnlich ausgeweitet, jedoch nicht verstanden, es längerfristig zu behaupten. Die bisherige einfache Organisation des Assyrisches Reichs, die durch gemeinsame Eroberungskriege und Kriegsbeute aufrechterhalten wurde, war zu sehr von den Interessen der einzelnen Machthaber geprägt. Um deren Macht zu beschneiden, teilte Tukulti-apil-Ešarra III. einerseits das Land in kleinere Distrikte auf und übertrug andererseits deren Führung loyalen Statthaltern, teilweise auch Eunuchen, statt des Adels. Das Heer war nicht mehr von Fürsten ausgehoben und bezahlt worden, sondern vom König, auch die Verpflichtung von Kriegsgefangenen erscheint wahrscheinlich. Eroberungen und Kriegsbeute musste er nicht teilen.
Zur Finanzierung forderte er regelmäßig Steuern ein. Er baute damit einen streng hierarchischen Beamtenapparat und scheute keine Gewalttat, um Rebellionen niederzuschlagen.

#### Verwaltung
Der Verwaltungsaufbau des Neuassyrischen Reiches lässt sich bis in die Zeit von Tiglat-Pileser III. zurückverfolgen. Eroberte Königreiche wurden gewöhnlich in Provinzen umgewandelt, die einem assyrischen Gouverneur (šaknu oder bel paḥete) unterstanden. Auch Distriktsverwalter (rab alani) und Stadtgouverneure (ḥazannu) sind belegt. Mit der Eroberung waren oft Deportationen verbunden. Damit wurde sowohl die Bevölkerung Assyriens vermehrt als auch der einheimische Widerstand gebrochen. Die Deportierten wurden mit Rationen versorgt.
Daneben gab es autonome Vasallenkönige. Besondere Beamte (qepu, Abgesandte) waren mit der Überwachung der Vasallenstaaten beauftragt. Nomaden unterstanden der assyrischen Kontrolle (besonders der Gewürzhandel wurde genau kontrolliert). Die philistinischen und phönizischen Küstenstädte, die die Flotte stellten, besaßen einen Sonderstatus, da die Assyrer keine eigene Flotte hatten.

#### Sozialstruktur
Jeder Einwohner konnte zu öffentlichen Arbeiten (dullu ša šarri) herangezogen werden, wie Erdarbeiten oder Ziegelmachen.

#### Wirtschaft
Unter den Handwerkern gab es verschiedene Abstufungen, Meister wurden umānu genannt. Arbeiten für den König unterstanden der Kontrolle eines hohen Hofbeamten.

#### Armee
Jeder Assyrer war zum Militärdienst verpflichtet, konnte sich aber durch Zahlungen loskaufen. Daneben wurden Einheiten aus unterworfenen Staaten in die assyrische Armee eingegliedert. Teilweise wurden wohl auch Söldner eingesetzt, wie die aramäischen Itu’äer seit Salmanasser III. Für die jährlichen königlichen Kriegszüge im Herbst erfolgte ein spezielles Aufgebot, dikût māti.
Einzelheiten über den Aufbau, die Bewaffnung und die Ausrüstung des assyrischen Heeres liefern vor allem die Reliefs in den Principal Reception Suites der neuassyrischen Königspaläste.
- Dur Šarrukin, Sargon II.: Belagerung von Aschdod, Raphia und Ekron
- Ninive, Nordwestpalast, Sanherib: Belagerung von Lachisch

Die Infanterie bestand aus gepanzerten Lanzenträgern, Speerwerfern, leicht- und schwergepanzerten Bogenschützen und Schleuderern. Vermutlich gab es spezielle technische Einheiten, welche in unwegsamem Gelände den Weg bahnten und die schweren Belagerungsmaschinen bauten und betrieben. Es gab unter anderem Rammböcke und Belagerungstürme. Zum Schutz der Bogenschützen wurden schwere Setzschilde eingesetzt. In Belagerungen wurden für einfache Arbeiten, wie den Bau von Rampen, auch einheimische Zwangsarbeiter eingesetzt. In günstigem Terrain konnte die Armee 20–25 km pro Tag zurücklegen.
Zur Kavallerie gehörten neben zweirädrigen Streitwagen auch Reiter. Assyrische Reiter sind seit Adad-nirari II. (911–891) nachgewiesen, sie werden im Einsatz gegen die Aramäer beschrieben. Pferde bezog man aus Gilzanu, später auch aus Parsua. Auch in der Kavallerie dienten Spezialisten aus unterworfenen Staaten. So gab es unter Tiglat-pileser III. eine Einheit von Streitwagenfahrern aus Samaria.
Eine eigene assyrische Flotte gab es nicht, man zog Seeleute aus den phönizischen und später zypriotischen Hafenstädten heran. Zum Überqueren größerer Wasserläufe wurden aufgeblasene Ziegenhäute eingesetzt. Solche Flussüberquerungen waren Unternehmungen, die in den königlichen Annalen besonders hervorgehoben wurden.
Die Verluste des Gegners wurden durch das Zählen von Köpfen überprüft und auf Keilschrifttafeln/Papyri festgehalten. Trotzdem sind die Daten zu Truppenstärken in assyrischen Texten mit Misstrauen zu betrachten.

#### Deportationen
→Hauptartikel: Zwangsumsiedlungen im Assyrischen Reich
Zum Beispiel griff Tukulti-apil-Ešarra III. zum Mittel der Massendeportation. Während Tausende von Landsleuten in den Grenzgebieten angesiedelt wurden, mussten die meisten der dort lebenden Stämme den Weg ins assyrische Kernland antreten: „Tausende in die Provinz der Turtanu, 10.000 in die Provinz des Palastboten, […] tausend in die Provinz des obersten Mundschenks, Tausende in die Provinz Barhalzi, 5000 in die Provinz Mazamua, die ich aufteilte und wo ich siedeln ließ. Ich vereinte sie; ich behandelte sie als Bewohner Assyriens.“
Allein für die Regierungszeit Tukulti-apil-Ešarras wird mit der Deportation von 370.000 Personen gerechnet. Damit wurden rebellische Staaten nicht nur besiegt, sondern vernichtet. Die deportierten Personen befanden sich in einer fremden Umgebung, waren von assyrischen Rationen abhängig, ohne Kontakt zu ihren ehemaligen Landsleuten und hatten keine Wahl, als die assyrische Herrschaft zu akzeptieren und sich in das Reich einzugliedern. Diese Politik führte zu einer Vermischung der Bevölkerung und auch einer sprachlichen Vereinheitlichung. Tukulti-apil-Ešarra III. schlug wiederholte Aufstände nieder. Das Schicksal der Rebellen wird in allen Einzelheiten geschildert, um Nachahmer einzuschüchtern.

## Nachleben

### Bibel
Außer aus assyrischen Quellen ist Assyrien vor allem aus dem Tanach bekannt. Es gilt als feindliche Großmacht der Israeliten und wird mehrfach in der Bibel erwähnt. Beispielsweise spricht der israelitische Gott JHWH in 2. Kön 19 im Rahmen des Konfliktes zwischen dem Assyrerkönig Sanherib und König Hiskia von Juda von Sanherib als sein Werkzeug bei der Vernichtung des Nordreiches Israel. Kurz darauf besiegt JHWH den assyrischen König durch einen Engel, der das feindliche Heer vernichtend schlägt, da dieses nun den gottergebenen Hiskia bedroht.
Im Buch Jona wird berichtet, wie die Bewohner von Ninive nach der Androhung göttlichen Zorns Buße tun und so vom Zorn JHWHs verschont werden.

### Antike Quellen
Die Kenntnisse griechischer Schriftsteller über die Assyrer sind gering. Zu nennen sind hier vor allem Herodot und Ktesias von Knidos, dessen Werk Persika allerdings nur aus Auszügen bekannt und ansonsten verloren ist. Strabon (Geographika 16) beschreibt die Ausdehnung von Syrien im weiteren Sinne, das früher das Gebiet zwischen Babylonien und dem Golf von Issos bezeichnet habe, Syrien habe sich aber auch von dem Golf von Issos bis zum Schwarzen Meer erstreckt (16, 2). Die beiden Stämme der Kappadokier, jene, die in der Nähe des Pontus, und jene, die in der Nähe des Taurus ansässig sind, würden bis heute „weiße Syrer“ genannt. Aus der weiteren Beschreibung wird klar, dass er unter Syrern das heute unter dem Namen Assyrer bekannte Volk des Altertums versteht. Die Syrer wurden von den Medern unterworfen, diese wiederum von den Persern. Auf die Syrer gehen die königlichen Paläste in Babylon und Ninos zurück. Ninos in Aturien wurde angeblich von dem mythischen Herrscher Ninos gegründet, Babylon von seiner Frau und Nachfolgerin Semiramis, die auch zahlreiche weitere Festungen, Städte, Straßen und Bewässerungsanlagen errichtete. Zu ihren Nachfolgern gehörten Sardanapal und Arbakes.

### Subsahara-Afrika
Nach der Migrationstheorie von Dierk Lange liefern arabische Königslisten und Chroniken des zentralen Westafrika, die anfangs aus Übersetzungen altorientalischer Texte hervorgegangen sind, Hinweise auf Einwanderungen nach dem Zerfall des assyrischen Weltreiches 605 v. Chr. Aus der Nennung mesopotamischer Königsnamen ist zu entnehmen, dass die Fluchtgruppen den babylonischen König Nabopolassar und Eroberer Ninives als Befreier und Aššur-uballiṭ II., den letzten assyrischen König, als Anführer ihrer Fluchtbewegung ansahen. In dem Gebiet zwischen dem Tschadsee und dem Niger errichteten die Fluchtgruppen die Reiche Kanem, Daura und Kebbi. Diese Theorie gilt jedoch nicht als wissenschaftlich belegt, da Belege aus der Archäologie, Paläografie, der Linguistik oder der Genetik fehlen.

## Sprache
Das in Nordmesopotamien gesprochene Assyrisch war wie das Babylonische Südmesopotamiens eine Varietät der akkadischen Sprache. Das Akkadische wurde bis ins erste nachchristliche Jahrhundert in Mesopotamien und im heutigen Syrien verwandt, in den letzten Jahrhunderten zunehmend vom Aramäischen verdrängt und diente schließlich noch als Schrift- und Gelehrtensprache, in der die als Tontafeln erhaltenen amtlichen Schriftstücke abgefasst wurden. Das in Keilschrift geschriebene Assyrisch nimmt aufgrund des Vordringens des Aramäischen im nordmesopotamischen Raum bereits unter den Sargoniden eine Stellung ein, wie sie Latein im mittelalterlichen Europa hatte.

## Zeitrechnung
Die Assyrer benannten die Jahre nach den jeweiligen eponymen Beamten (limmu) und außergewöhnlichen Ereignissen (Todesfälle, Dürre etc.). Diese Eponymenlisten sind teilweise erhalten und bilden eine wichtige historische Quelle. Außerdem wurde nach den Regierungsjahren der Könige (palu) gezählt.

### Allgemeine Literatur
- Artikel Assyrien (Geschichte). In: Reallexikon der Assyriologie und Vorderasiatischen Archäologie. Band 1, S. 228 ff.
- Rainer Albertz u. a. (Hrsg.): Frühe Hochkulturen. Theiss, Stuttgart, Mannheim 2003, ISBN 3-8062-1756-4.
- Eva Cancik-Kirschbaum: Die Assyrer. Geschichte, Gesellschaft, Kultur (C. H. Beck Wissen). C. H. Beck, München 2003, ISBN 3-406-50828-6.
- Dietz Otto Edzard: Geschichte Mesopotamiens. München 2004.
- Eckart Frahm: Assyria. The Rise and Fall of the World’s First Empire. Bloomsbury Publishing, London u. a. 2023, ISBN 978-1-5266-2381-2.
- Hans J. Nissen: Geschichte Altvorderasiens (= Oldenbourg Grundriss der Geschichte. Band 25). Oldenbourg, München 1999.
- Johannes Renz: Assyrien/Assyrer. In: Michaela Bauks, Klaus Koenen, Stefan Alkier (Hrsg.): Das wissenschaftliche Bibellexikon im Internet (WiBiLex).
- Hartmut Schmöckel: Ur, Assur und Babylon. Stuttgart 1962.

### Spezielle Literatur
- Riekele Borger: Die Inschriften Asarhaddons, König von Assyrien. Weidner, Graz 1956 (Archiv für Orientforschung. Beiheft 9, ISSN 1015-3403), (Neudruck: Biblio-Verlag, Osnabrück 1967).
- Stephanie Dalley: Foreign chariotry and cavalry in the Armies of Tiglath-Pileser III. and Sargon II. In: Iraq. 47, 1985, ISSN 0021-0889, S. 31–48.
- Betina Faist: Der Fernhandel des assyrischen Reiches zwischen dem 14. und dem 11. Jahrhundert vor Christus. Münster, Ugarit Verlag, AOAT 265, 2001.
- Emil Forrer: Die Provinzeinteilung des assyrischen Reiches. Hinrichs, Leipzig 1920.
- Jaume Llop Raduà: Aportació a l’estudi de les relacions polítiques i militars entre Assíria i Babilònia durant la segona meitat del segon mil.leni a.C. Universitat de Barcelona, Barcelona 2001 (online).
- Dierk Lange: The Founding of Kanem by Assyrian Refugees ca. 600 BCE: Documentary, Linguistic, and Archaeological Evidence (PDF; 1,6 MB), Boston, Working Papers in African Studies N° 265.
- David G. Lyon (Hrsg.): Keilschrifttexte Sargon’s, Königs von Assyrien (722–705 v. Chr.). Hinrichs, Leipzig 1883 (Assyriologische Bibliothek 5, ZDB-ID 502513-8), (Fotomechanischer Neudruck: Zentralantiquariat, Leipzig 1977).
- Walther Manitius: Das stehende Heer der Assyrerkönige und seine Organisation. In: Zeitschrift für Assyriologie. 24, S. 97–149, 185–224, online.
- Walter Mayer: Politik und Kriegskunst der Assyrer. Ugarit-Verlag, Münster 1995, ISBN 3-927120-26-X (Abhandlungen zur Literatur Alt-Syrien-Palästinas 9).
- Florence Malbran-Labat: L’armée et l’organisation militaire de l’Assyrie. D’après les lettres des Sargonides trouvées à Ninive. Droz, Genf u. a. 1982 (Hautes études orientales. 19 = École pratique des hautes études. 4. section: Sciences historiques et philologiques. 2).
- Duncan Noble: Assyrian chariotry and cavalry. In: State archives of Assyria. Bulletin 4, 1, ISSN 1120-4699, S. 61–68.
- Bustenay Oded: Mass Deportations and Deportees in the Neo-Assyrian Empire. Wiesbaden 1979.
- Julian E. Reade: The Neo-Assyrian court and army. Evidence from the sculptures. In: Iraq. 34, 1972, S. 87–112.
- Simo Parpola: Neo-Assyrian Toponyms (= Alter Orient und Altes Testament. Band 6). Neukirchen-Vluyn 1970.
- Simo Parpola (Hrsg.): The Correspondence of Sargon II. Helsinki University Press, Helsinki 1987, ISBN 951-570-003-5
  - Band 1: Simo Parpola (Hrsg.)Letters from Assyria and the West. 1987, ISBN 951-570-003-5 (State Archives of Assyria 1),
  - Band 2: Giovanni B. Lanfranchi (Hrsg.): Letters from the Northern and Northeastern Provinces. 1990, ISBN 951-570-078-7 (State Archives of Assyria 5).
- J. N. Postgate: Taxation and conscription in the Assyrian Empire. Biblical Institute Press, Rom 1974 (Studia Pohl. Series maior 3, ZDB-ID 420371-9).
- Harry W. F. Saggs: Assyrian warfare in the Sargonid Period. In: Iraq. 25, 1963, S. 145–154.
- Wolfgang Schramm: Einleitung in die assyrischen Königsinschriften. Teil 2: 934–722 v. Chr. Brill, Leiden u. a. 1973, ISBN 90-04-03783-7 (Handbuch der Orientalistik. = Handbook of oriental studies. Abt. 1: Der Nahe und der Mittlere Osten. = The Near and Middle East. Erg.-Bd. 5: Keilschrifturkunden. 1: Einleitung in die assyrischen Königsinschriften. Teilbd. 2).
- Maximilian Streck: Assurbanipal und die letzten assyrischen Könige bis zum Untergang Niniveh’s. Teil 2: Die Inschriften Assurbanipals und der letzten assyrischen Könige. Hinrichs, Leipzig 1916 (Vorderasiatische Bibliothek 7, 2, ZDB-ID 536309-3), (Fotomechanischer Neudruck: Zentralantiquariat, Leipzig 1975).
- Hayim Tadmor (Hrsg.): The Inscriptions of Tiglath-Pileser III, King of Assyria. = Ketûvôt Tiglat-Pilêser haš-šelîšî meleḵ Aššûr. Israel Academy of Sciences & Humanities, Jerusalem 1994, ISBN 965-208-111-6 (Fontes ad res Judaicas spectantes).
- Kazuko Watanabe: Die adê-Vereidigung anlässlich der Thronfolgeregelung Asarhaddons. Herausgegeben vom Deutschen Archäologischen Institut. Gbr. Mann, Berlin 1987, ISBN 3-7861-1446-3 (Baghdader Mitteilungen. Beiheft 3).
- Yigael Yadin: The art of warfare in biblical lands in the light of archaeological discovery. Weidenfeld Nicolson, London, 1963.